# Andrew Looney
Andrew Looney (né en 1963) est un auteur américain de jeux de société.
Avec sa femme Kristin et Alison Frane, il crée la maison d'édition Looney Labs. Jusqu'en 1993, il travaillait avec Kristin à la NASA.

## Ludographie

### Seul auteur
- Aquarius, 1998, Looney Labs
- Q-Turn, 1999, Looney Labs
- Fluxx, 2002-2003, Looney Labs / Amigo, Mensa Select Mind Games  1999
- Chrononauts, 2000, Looney Labs
- Cosmic Coasters, 2001, Looney Labs, Origins Award  jeu de société 2001
- Stoner Fluxx, 2003, Looney Labs

### Avec John Cooper
- Black Ice, 2000, Looney Labs
- Icehouse, 1991, Looney Labs, Origins Award  jeu de société 2000

### Avec Kristin Looney
- Fluxx, 1997-1998, Looney Labs / Iron Crown Enterprises